# Patrice Cramer
Pour les articles homonymes, voir Cramer.
Patrice Cramer (parfois crédité Patrice Kramer), né le 18 avril 1955 et mort le 12 mai 2016, est un ingénieur du son et producteur français.

## Carrière
Batteur de formation, il sort un album en 1974 avec son groupe So and Co, mixé par Andy Scott;  il rencontre à l'époque Dominique Blanc-Francard dans un studio à Paris, L'Aquarium.
Durant sa carrière, il travaille avec de nombreux artistes dont Jacques Higelin pendant douze ans, Eddy Mitchell, Michel Jonasz, Véronique Sanson, Laurent Voulzy... Il est l'ingénieur du son de l'émission Taratata depuis 1993.

## Récompenses
Il remporte une Victoire de la musique en 1993 pour l'album Où est la source de Michel Jonasz, ainsi que deux Sept d'or (7 d'or) du meilleur son en 1994 et 1997.

## Mort
Il meurt d'un cancer à l'âge de 61 ans. Son ami Nagui annonce sur Twitter sa mort le 12 mai 2016. Un hommage lui est rendu par ce dernier.